# Ferrari 250 GT California Spyder
O Ferrari 250 GT California Spyder é um carro esportivo de prestígio desenvolvido pela montadora italiana Ferrari. É apresentado pela marca como Ferrari 250 Gran Turismo Spyder California ou simplesmente Ferrari 250 California. Seu nome às vezes é escrito incorretamente como Spider em vez de 'Spyder', o que indica que é semelhante a um conversível. Foi desenhado por Pininfarina e encorpado por Carrozzeria Scaglietti. Estrelando o filme Ferris Bueller's Day Off de 1986, tornou-se uma das Ferraris mais populares.
O 250 GT California Spyder é uma versão conversível da berlinetta contemporânea. Equipado com o tradicional motor Ferrari V12, foi produzido em cem exemplares.
Em 18 de maio de 2008, uma Ferrari 250 GT California Spyder SWB azul meia-noite foi vendida no leilão "Ferrari Leggenda e Passione", organizado pela Sotheby's, por um preço recorde de 7 milhões de euros, tornando-se um dos carros retrô/clássicos mais caros do mundo. história. Uma Ferrari 250 GT California Spyder que pertenceu ao ator francês Alain Delon na década de 1960, foi comprada em 5 de fevereiro de 2015 por quase 16,3 milhões de euros, durante um leilão em Paris no Artcurial, criando um recorde mundial para este modelo em leilão.

## Contexto e histórico
Os consumidores americanos ficaram fascinados pelas corridas automóveis europeias e pelos seus carros desportivos relativamente pequenos, de tal forma que a maioria dos pequenos fabricantes de automóveis desportivos do velho continente vende uma grande parte da sua produção através do Atlântico.
E embora os conversíveis tenham sido um sucesso fenomenal, especialmente na Costa Oeste, dois importantes revendedores americanos - Jon von Neumann na Califórnia e Luigi Chinetti em Nova York - convenceram a Ferrari a produzir um conversível radicalmente esportivo que seria exclusivamente destinado à América. Eles garantiram a Enzo Ferrari que havia mercado para uma versão com capota rígida de um carro de corrida, um nicho que o luxuoso 250 GT Cabriolet Pinin Farina não poderia preencher, segundo Neumann. Numa entrevista, Chinetti explica “que na Itália era difícil para a empresa considerar seriamente um conversível como um carro desportivo”.
Originalmente, Enzo Ferrari não queria produzir o California porque o 250 GT Cabriolet Pinin Farina, popular na Europa, já estava disponível no catálogo da empresa. No entanto, se não tivesse aceitado a proposta de Chinetti e Neumann, é muito provável que tivessem adquirido 250 GT Berlinettas "Tour de France" ou SWB, e confiado a Scaglietti a sua transformação em aranha. Na verdade, foi isso que eles fizeram em 1967 com uma Ferrari 275 GTB/4, enquanto a Ferrari se opunha a isso.
Foi assim que nasceu o 250 GT California Spyder, cujo nome é uma homenagem aos seus futuros clientes californianos; seu desempenho em carros de corrida, seu número limitado de exemplares e suas especificações para cada modelo, certamente explicam o interesse que ainda hoje tem. Apresentado inicialmente como protótipo em 1957, a produção em série começou no segundo trimestre de 1958.
No Salão Internacional do Automóvel de Genebra de 1960, o 250 GT California Spyder - até então produzido no chassi longo da Ferrari 250 GT Berlinetta "Tour de France", que tinha uma distância entre eixos de 2,60 m - foi substituído por uma versão de chassi curto com um distância entre eixos reduzida para 2,40 m, semelhante ao tratamento recentemente recebido pela berlinetta em que se baseou. Esta redução reflete o desejo da Ferrari de melhorar o desempenho do carro, especialmente a velocidade nas curvas.

## Aparência externa

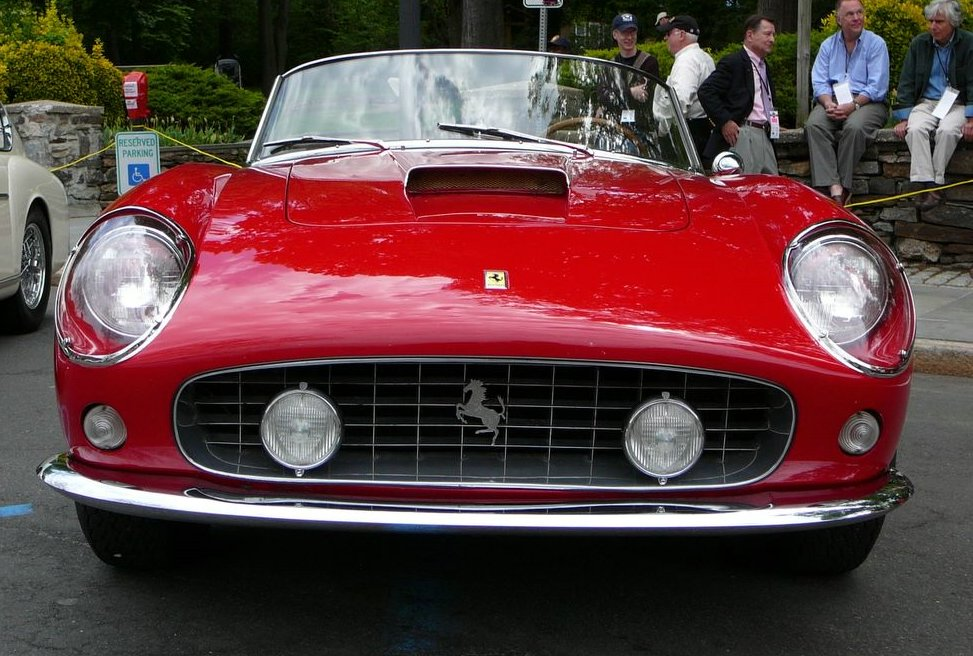
Uma Ferrari 250 GT California Spyder LWB com faróis de carenagem.

O design do California, considerado um dos mais bem-sucedidos da história do automóvel, é assinado pela mão de Pinin Farina. Aproxima-se esteticamente muito do luxuoso Ferrari 250 GT Cabriolet Pinin Farina Série I, conversível surgido e produzido no mesmo ano, o California é no entanto mais “esguio”; a uma linha de corpo fluido que se estende dos faróis dianteiros até a curva das asas está associada a agressividade da grade em “boca de tubarão”.

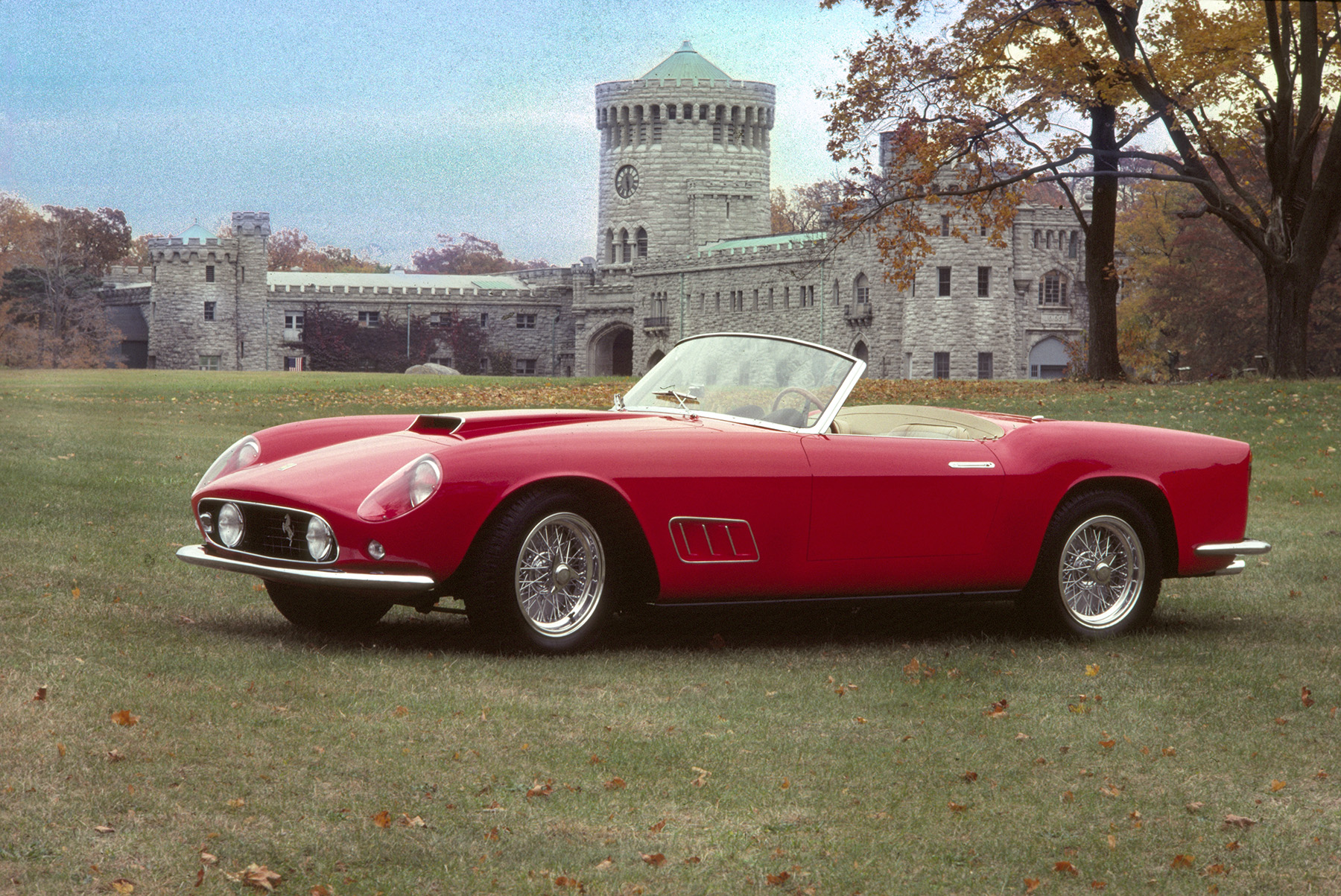
Ferrari 250 GT LWB Califórnia Spyder 1959

A adoção em 1960 do chassi curto do 250 GT Berlinetta SWB "dá-lhe [além disso] proporções mais compactas que musculizam a silhueta da Califórnia". As duas versões do California (SWB e LWB) também se diferenciam pelo desenho da entrada de ar no capô, que alimenta os carburadores; na versão SWB, está meio embutido.

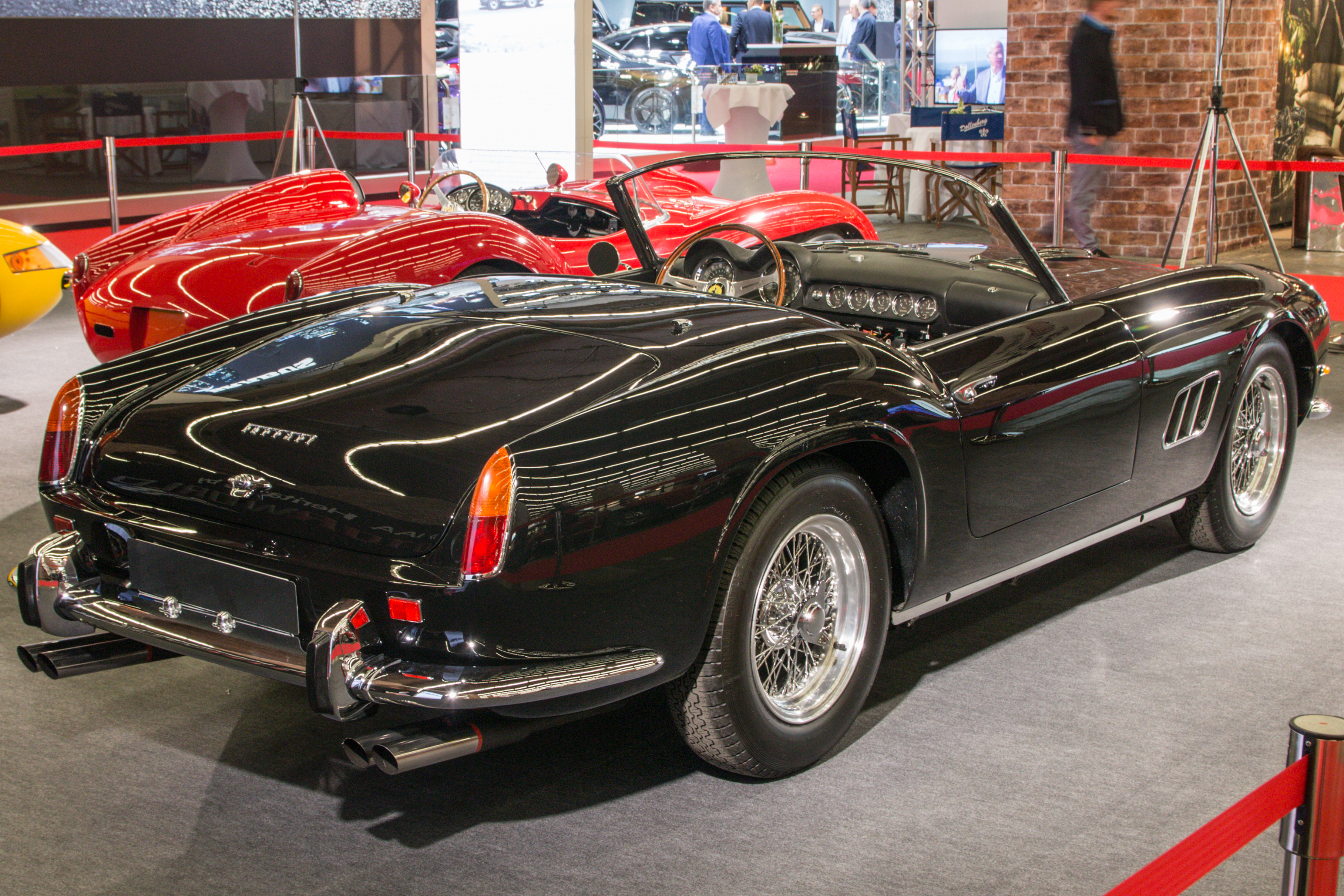
Ferrari 250 GT SWB California Spyder traseira

O 250 GT California Spyder foi construído à mão pela Carrozzeria Scaglietti em sua oficina em Modena, assim como a maioria dos modelos de competição da Ferrari da época. Embora teria sido mais fácil se Pinin Farina também tivesse carroceria o novo conversível, este último está muito ocupado para garantir a produção.
Ao contrário do Pinin Farina Cabriolet, Scaglietti optou pelos faróis Marchal, que eram revestidos de plexiglass, e alojavam os faróis de nevoeiro na grelha. O comprador de um Califórnia pode, no entanto, optar por faróis salientes; na Itália, por outro lado, a legislação impôs faróis sem carenagem.

## Interior

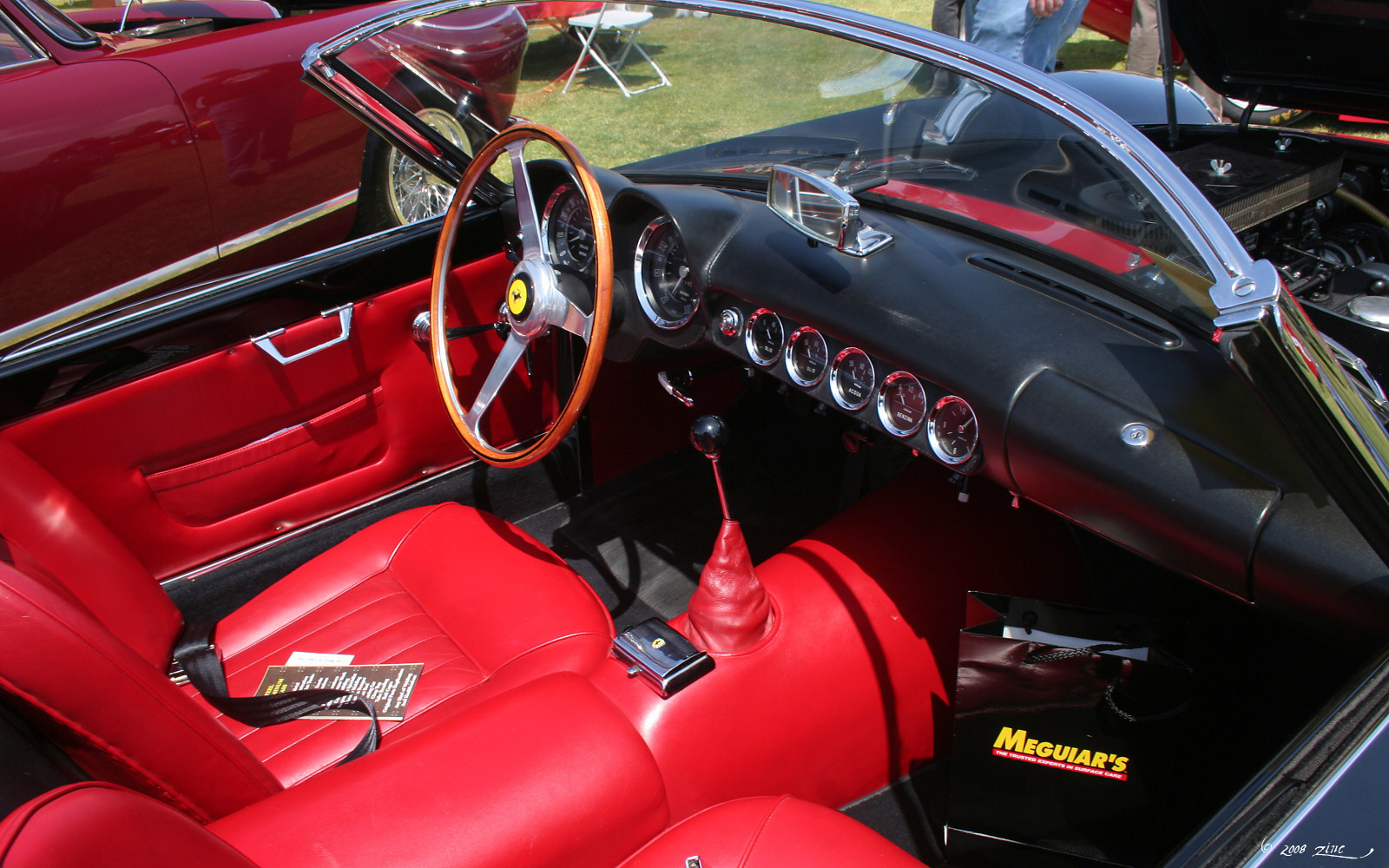
Interior de um California Spyder SWB 250 GT.

Se o acabamento for próximo do realizado no 250 GT Cabriolet Pinin Farina I, o interior do California é, no entanto, “espartano” e muito menos luxuoso.
No painel, sete mostradores circulares, incluindo o tacômetro e o conta-rotações, informam ao motorista o funcionamento do motor. Todos eles estão localizados atrás do volante Nardi de três raios, feito de madeira e alumínio, na versão LWB, enquanto na versão SWB se alinham no painel.

## Chassi, freios e suspensões
Compartilhando seu chassi e transmissão com o 250 GT "Tour of France", o Ferrari 250 GT California Spyder foi equipado com suspensão independente com triângulos sobrepostos e molas helicoidais na frente, e eixo rígido na traseira, suspenso por molas de lâmina e guiado por quatro amortecedores e amortecedores de ligação.
O seu chassis evoluiu detalhadamente com o do "Tour of France" berlinetta, antes de sofrer, em maio de 1960, a mudança radical da distância entre eixos introduzida no 250 GT Berlinetta SWB.
O chassi tubular, cuja carroceria é de aço, exceto as portas, que são de alumínio, é cerca de 100 quilos mais pesado que o do Berlinetta. Esta diferença de peso é explicada pela necessidade de reforçar a arquitetura do conversível, devido à ausência de capota rígida.
A frenagem foi fornecida por freios a tambor até outubro de 1959, quando o 250 GT California Spyder foi equipado com freios a disco Dunlop.

## Motor e transmissão

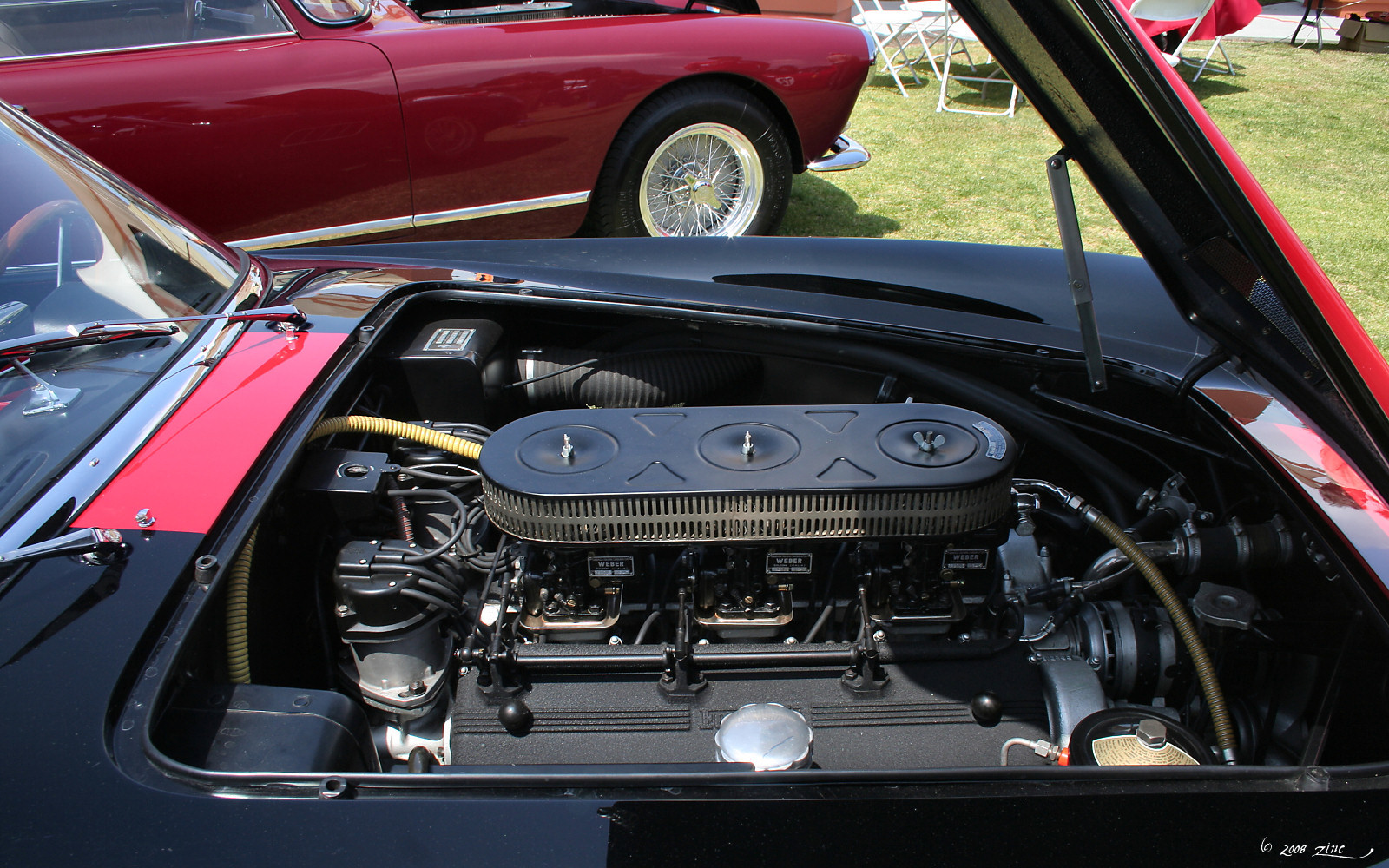
O tradicional motor Ferrari "Colombo" de 12 cilindros em V.

O Ferrari 250 GT California Spyder é movido pelo tradicional motor Ferrari "Colombo" de 12 cilindros em V (Tipo 168) em liga leve com duas árvores de comando no cabeçote e duas válvulas por cilindro. Este motor, batizado em homenagem ao seu designer Gioacchino Colombo, equipou toda a série 250 desde 1952.

## Concorrência
Embora não destinados à competição, muitos California Spyders competiram em corridas de resistência e venceram algumas delas, como as 12 Horas de Sebring em 1959 (com Richie Ginther e Howard Hively) e 1960 (com Giorgio Scarlatti, Fabrizio Serena e Carlo Abate). Conduzido por Bob Grossman e Fernand Tavano, o California Spyder da North American Racing Team também terminou em quinto lugar nas 24 horas de Le Mans de 1959.

## Posteridade
Hoje considerado "uma das mais belas Ferraris e conversíveis da história do automóvel", o 250 GT California Spyder também é um dos carros mais caros; em 18 de maio de 2008, o apresentador de televisão Chris Evans adquiriu uma cópia do carro, que pertencia ao ator americano James Coburn, no leilão "Ferrari Legends and Passions" organizado pela Sotheby's, pelo preço recorde de 7.040.000 euros.
Em 6 de fevereiro de 2015, durante o leilão da Artcurial no salão Retromobile, o chassi curto Ferrari 250GT California (SWB, 37 Exemplars) encontrado alguns meses antes na propriedade de Roger Baillon em Echiré, quebrou recordes ao ser vendido por € 14.200.000 (excluindo taxas de leilão). Esta Ferrari tem uma história particular tendo pertencido a várias estrelas do cinema francês, como Alain Delon, mas acima de tudo, foi perdida de vista durante quase 30 anos por todos os especialistas da marca, para reaparecer numa das maiores coleções de automóveis de sempre. encontrada, a coleção Baillon. O 250GT foi encontrado debaixo de uma pilha de jornais, ao lado de um Maserati A6G GranSport.
Tal como acontece com o 250 GTE e as carrocerias “2+2”, os conversíveis esportivos são uma característica permanente da linha Ferrari. Em 2008, foi lançada a Ferrari California, um cupê conversível com elementos de estilo que lembram o 250 GT California Spyder.